# Джиро дель Емілія
Джиро дель Емілія (італ. Giro dell'Emilia) — одноденна професійна шосейна велогонка, що проходить щороку у жовтні шляхами італійської провінції Емілія-Романья. Належить до елітних велогонок та має найвищу категорію 1.HC.

## Історія
Велогонка заснована у 1909 році. З цього часу змагання проходять майже щороку. Не проводилась велогонка під час Першої світової війни у 1915—1916 роках, Другої світової війни у 1944 та 1945 роках, та через фінансові причини у 1926, 1932, 1933 та 1964 роках.
З 2005 року входить у календар змагань Європейського туру UCI. З 2014 року у рамках Джиро дель Емілія проходять жіноча велогонка Джиро дель Емілія Донна Еліте (Giro dell'Emilia Donne Elite).
Першим переможцем велогонки у 1909 році став італієць Еберардо Павесі. П'ять разів змагання вигравав інший італієць Константе Джирарденго, що є рекордом Джиро дель Емілії. Першим переможцем-іноземцем став бельгієць Едді Меркс.
Переможницею жіночої гонки 2014 року стала італійка Росселла Ратто, а у 2015 та 2016 роках першою фінішувала Еліза Лонго Боргіні.

## Переможці

### Чоловіки
| Рік     | Переможець                               | Друга позиція                            | Третя позиція                            |
| ------- | ---------------------------------------- | ---------------------------------------- | ---------------------------------------- |
| 1909    | Еберардо Павесі                          | Джузеппе Брамбілла                       | Луїджі Ганна                             |
| 1910    | Луїджі Ганна                             | П'єріно Альбіні                          | Альфредо Сімоччі                         |
| 1911    | Клементе Канепарі                        | Вінченцо Боргарелло                      | Карло Дуранго                            |
| 1912    | Уго Агостоні                             | Джузеппе Сантія                          | Константе Джирарденго                    |
| 1913    | Альфонсо Кальцоларі                      | Еціо Корлайта                            | Карло Дуранго                            |
| 1914    | Еціо Корлайта                            | Константе Джирарденго                    | Карло Дуранго                            |
| 1915-16 | Не проводились через Першу світову війну | Не проводились через Першу світову війну | Не проводились через Першу світову війну |
| 1917    | Анджело Гремо                            | Луїджі Лукотті                           | Константе Джирарденго                    |
| 1918    | Константе Джирарденго                    | Леопольдо Торріселлі                     | Альфонсо Кальцоларі                      |
| 1919    | Константе Джирарденго                    | Еціо Корлайта                            | Лауро Бордін                             |
| 1920    | Джованні Брунеро                         | Константе Джирарденго                    | Еміліо Петіва                            |
| 1921    | Константе Джирарденго                    | Джованні Брунеро                         | Бартоломео Аймо                          |
| 1922    | Константе Джирарденго                    | Альфредо Сівоччі                         | Уго Агостоні                             |
| 1923    | Мікеле Гордіні                           | Джузеппе Енрічі                          | Паскале Ді П'єтро                        |
| 1924    | П'єтро Лінарі                            | Гаетано Беллоні                          | Константе Джирарденго                    |
| 1925    | Константе Джирарденго                    | Альфредо Бінда                           | Джованні Брунеро                         |
| 1926    | Не проводилася                           | Не проводилася                           | Не проводилася                           |
| 1927    | Доменіко П'ємонтезі                      | Альфредо Бінда                           | Алегро Гранді                            |
| 1928    | Алфонсо Піччін                           | П'єтро Фоссаті                           | Мікеле Мара                              |
| 1929    | Алегро Гранді                            | Адольфо Бордоні                          | Феліче Гремо                             |
| 1930    | Маріо Бонетті                            | Камілло Ерба                             | Аттіліо Павесі                           |
| 1931    | Глауко Сервадей                          | Джованні Туліпані                        | Ренато Скортікаті                        |
| 1932-33 | не проводилася                           | не проводилася                           | не проводилася                           |
| 1934    | Марко Чіматті                            | Ромео Россі                              | Маріо Сімоні                             |
| 1935    | Альдо Біні                               | Еудженіо Джестрі                         | Руджеро Баллі                            |
| 1936    | Джузеппе Ольмо                           | Олімпіо Біцці                            | П'єтро Рімольді                          |
| 1937    | Чезаре дель Канчія                       | Адріано Вінньолі                         | Джованні Гоцці                           |
| 1938    | Коррадо Ардіццоні                        | Б'янко Б'янкі                            | Ренцо Сільвестрі                         |
| 1939    | Серафіно Б'яджіоні                       | Доро Моріджі                             | Джованні Бротті                          |
| 1940    | Освальдо Байло                           | Маріо Річчі                              | П'єтро Рімольді                          |
| 1941    | Фаусто Коппі                             | Енріко Молло                             | Джино Барталі                            |
| 1942    | Адольфо Леоні                            | Альдо Біні                               | Чіно Чінеллі                             |
| 1943    | Недо Логлі                               | Прімо Дзукотті                           | Еліо Берточчі                            |
| 1944-45 | Не проводились через Другу світову війну | Не проводились через Другу світову війну | Не проводились через Другу світову війну |
| 1946    | Адольфо Леоні                            | Серджіо Маджіні                          | Серсе Коппі                              |
| 1947    | Фаусто Коппі                             | Джино Барталі                            | Альфредо Мартіні                         |
| 1948    | Фаусто Коппі                             | Вітторіо Россело                         | Сеттіміо Сімоніні                        |
| 1949    | Вірджіліо Салімбені                      | Серджіо Пальяцці                         | Сільвіо Педроні                          |
| 1950    | Лучіано Маджіні                          | Енцо Нанніні                             | Даніло Бароцці                           |
| 1951    | Лучіано Маджіні                          | Джорджіо Албані                          | Серджіо Пальяцці                         |
| 1952    | Джино Барталі                            | Джузеппе Мінарді                         | Фаусто Коппі                             |
| 1953    | Джино Барталі                            | Джанкарло Аструа                         | Лідо Сартіні                             |
| 1954    | Ніно Дефіліппіс                          | Ріно Бенедетті                           | Мікеле Гісмонді                          |
| 1955    | Ніно Дефіліппіс                          | Бруно Монті                              | Еудженіо Берольйо                        |
| 1956    | Бруно Монті                              | Адольфо Гроссо                           | Ріно Бенедетті                           |
| 1957    | Бруно Монті                              | Джузеппе Фалларіні                       | Анджело Контерно                         |
| 1958    | Дієго Ронкіні                            | Ноє Конті                                | Віто Фаверо                              |
| 1959    | Ерколе Балдіні                           | Алессандро Фантіні                       | Вальтер Мартін                           |
| 1960    | П'єріно Баффі                            | Дієго Ронкіні                            | Карло Бруннямі                           |
| 1961    | Дієго Ронкіні                            | Джорджіо Дзанканаро                      | Франко Балмаміон                         |
| 1962    | Бруно Меаллі                             | Вальтер Мартін                           | Антоніо Суарес                           |
| 1963    | Італо Дзіліоні                           | Сільвано Чямпі                           | Джованні Беттінеллі                      |
| 1964    | Не проводились                           | Не проводились                           | Не проводились                           |
| 1965    | Мікеле Данчеллі                          | Адріано Дуранте                          | Франко Бітосі                            |
| 1966    | Карміне Преціозі                         | Італо Маццакураті                        | Луїджі Дзуккотті                         |
| 1967    | Мікеле Данчеллі                          | Гвідо де Россо                           | Франко Бітоссі                           |
| 1968    | Джанні Мотта                             | Джанкарло Полідорі                       | Клавдіо Мікелотто                        |
| 1969    | Джанні Мотта                             | Франко Бітоссі                           | Феліче Джімонді                          |
| 1970    | Франко Бітоссі                           | Італо Дзіліолі                           | Мікеле Данчеллі                          |
| 1971    | Джанні Мотта                             | Оле Ріттер                               | Джанкарло Полідорі                       |
| 1972    | Едді Меркс                               | Сантьяго Лацкано                         | Феліче Джімонді                          |
| 1973    | Франко Бітоссі                           | Марчелло Бергамо                         | Мігель Марія Ласа                        |
| 1974    | Франческо Мозер                          | Роджер де Влемінк                        | Константіно Конті                        |
| 1975    | Енріко Паоліні                           | Феліче Джімонді                          | Альфредо Кінетті                         |
| 1976    | Роджер де Влемінк                        | Італо Дзіліолі                           | Глауко Сантоні                           |
| 1977    | Маріо Беччія                             | Бернт Йогансон                           | Філ Едвардс                              |
| 1978    | Бернт Йогансон                           | Владіміро Паніцца                        | Альфіо Ванді                             |
| 1979    | Франческо Мозер                          | П'єріно Гавацці                          | Сільвано Контіні                         |
| 1980    | Джанбаттіста Баронкеллі                  | Владіміро Паніцца                        | Йорген Маркуссен                         |
| 1981    | П'єріно Гавацці                          | Франческо Мозер                          | Сільвано Контіні                         |
| 1982    | П'єріно Гавацці                          | Сільвано Контіні                         | Емануеле Бомбіні                         |
| 1983    | Чезаре Чіполліні                         | Данієле Каролі                           | Даг Ерік Педерсен                        |
| 1984    | Еціо Мороні                              | Майкл Вілсон                             | Роберто Черуті                           |
| 1985    | Акаціо да Сільва                         | Клавдіо Корті                            | Маріно Лехаррета                         |
| 1986    | Губерт Зайц                              | Даг Ерік Педерсен                        | П'єріно Гавацці                          |
| 1987    | Жан-Франсуа Бернар                       | Морено Арджентін                         | Їрі Шкода                                |
| 1988    | Тоні Ромінгер                            | Мавріціо Фондрієст                       | Рольф Соренсен                           |
| 1989    | Дмитро Конішев                           | Мавріціо Фондрієст                       | Мавро Джанетті                           |
| 1990    | Давіде Кассані                           | Жиль Деліон                              | Івон Мадіо                               |
| 1991    | Давіде Кассані                           | Іван Готті                               | Шарль Мотте                              |
| 1992    | Джанні Буньо                             | Давіде Кассані                           | Стівен Ходж                              |
| 1993    | Мавріціо Фондрієст                       | Паскаль Рішар                            | Клавдіо К'яппуччі                        |
| 1994    | Франческо Казагранде                     | Мавріціо Фондрієст                       | Давіде Кассані                           |
| 1995    | Давіде Кассані                           | Массімо Донаті                           | Алессіо ді Баско                         |
| 1996    | Мікеле Бартолі                           | Люк Лебланк                              | Б'ярне Рііс                              |
| 1997    | Олександр Гонченков                      | Серджіо Барберо                          | Феліче Путтіні                           |
| 1998    | Мірко Челестіно                          | Массімо Донаті                           | Мікеле Бартолі                           |
| 1999    | Міхаєль Бугерд                           | Массімо Донаті                           | Марчелло Сібоні                          |
| 2000    | Джильберто Сімоні                        | Массімо Кодол                            | Мірко Челестіно                          |
| 2001    | Ян Ульріх                                | Франческо Казагранде                     | Давіде Ребеллін                          |
| 2002    | Мікеле Бартолі                           | Іван Бассо                               | Міхаель Расмуссен                        |
| 2003    | Хосе Іван Гутьєррез                      | Олександр Колобнєв                       | Давіде Ребеллін                          |
| 2004    | Іван Бассо                               | Франческо Казагранде                     | Ріналдо Ночентіні                        |
| 2005    | Джильберто Сімоні                        | Френк Шлек                               | Мірко Челестіно                          |
| 2006    | Давіде Ребеллін                          | Даніло ді Лука                           | Джузеппе ді Гранде                       |
| 2007    | Френк Шлек                               | Давіде Ребеллін                          | Кріс Горнер                              |
| 2008    | Даніло ді Лука                           | Давіде Ребеллін                          | Олександр Колобнєв                       |
| 2009    | Роберт Гесінк                            | Якоб Фунгсанг                            | Томас Ловквіст                           |
| 2010    | Роберт Гесінк                            | Денієль Мартін                           | Мікеле Скарпоні                          |
| 2011    | Карлос Бетанкур                          | Бауке Моллема                            | Рігоберто Уран                           |
| 2012    | Наїро Кінтана                            | Фредрік Кесякофф                         | Франко Пелліцотті                        |
| 2013    | Дієго Уліссі                             | Кріс Анкер Соренсен                      | Давіде Віллела                           |
| 2014    | Давіде Ребеллін                          | Анхель Мадрасо                           | Франко Пелліцотті                        |
| 2015    | Ян Беклантс                              | Андреа Феді                              | Анхель Мадрасо                           |
| 2016    | Естебан Чавес                            | Ромен Барде                              | Рігоберто Уран                           |

### Жінки
| Рік  | Переможниця         | Друга позиція | Третя позиція    |
| ---- | ------------------- | ------------- | ---------------- |
| 2014 | Россела Ратто       | Едвіж Пітель  | Джордія Бронціні |
| 2015 | Еліза Лонго Боргіні | Ешлі Мулман   | Ембер Небен      |
| 2016 | Еліза Лонго Боргіні | Ешлі Мулман   | Олена Омелюсик   |

## Переможці за країною
| Країна     | Перемоги |
| ---------- | -------- |
| Італія     | 80       |
| Нідерланди | 3        |
| Бельгія    | 3        |
| Колумбія   | 3        |
| Швейцарія  | 2        |
| Німеччина  | 1        |
| Іспанія    | 1        |
| Франція    | 1        |
| Люксембург | 1        |
| Португалія | 1        |
| Росія      | 1        |
| Швеція     | 1        |
| СРСР       | 1        |

| Країна | Перемоги |
| ------ | -------- |
| Італія | 3        |